# Aneliopis
Aneliopis là một chi bướm đêm thuộc họ Erebidae.